# Podogryllus floridus
Podogryllus floridus är en insektsart som beskrevs av Andrej Vasiljevitj Gorochov 1996. Podogryllus floridus ingår i släktet Podogryllus och familjen syrsor. Inga underarter finns listade i Catalogue of Life.